# Чурилково (Московская область)

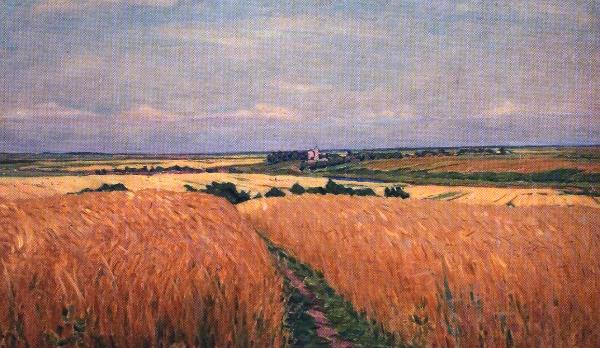
Мещерин Н. В. «Ржаные поля. Вид от ворот усадьбы Дугино в сторону села Колычево». 1905 г.

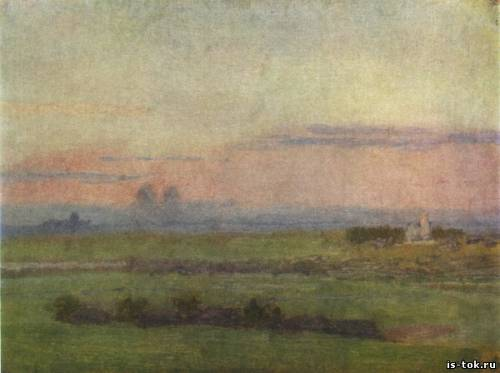
Рассвет. Этюд. 1898 г. Н. В. Мещерин

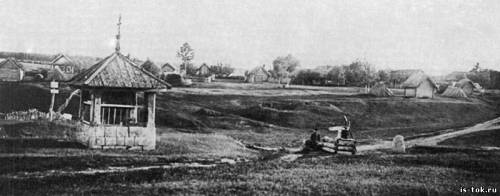
Колодец в Чурилкове. 1900-е годы. Н. В. Мещерин

Чурилково — деревня в Московской области. Входит в городской округ Домодедово. 

## История
Возможно, названия таких деревень, как Чурилково, связаны с именами древнего божества «Чур».
Славяне признавали этого бога хранителем межей, полей и пашен. Чур мог быть домовым, богом-хранителем домашнего очага.
История Чурилково тесно связана с творчеством художника Мещерина Николая Васильевича, на картинах и снимках которого можно найти виды деревни и окрестностей конца XIX- начала XX века.

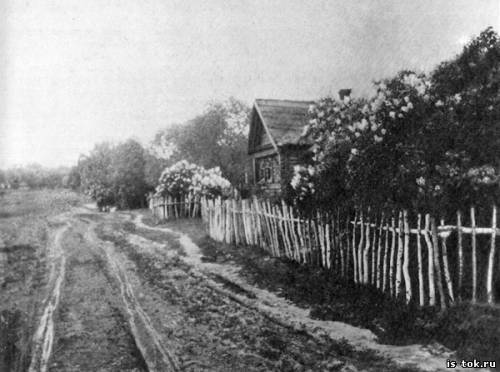
Улица в Чурилкове, 1900 годы. Н. В.
Мещерин

До 1994 года деревня входила в Колычевский сельсовет, с 1994 до 2007 гг. — в Колычевский сельский округ Домодедовского района. 
С 2007 года село является центром Колычевской территории в рамках территориального отдела Колычевского и Ямского административных округов городского округа Домодедово.

## Население
| 2002 | 2010  |
| ---- | ----- |
| 2262 | ↘2159 |

В 2005 года учтено 2304 постоянных жителя, по данным переписи 2010 года — 2159 человек.

## Археологические достопримечательности
- курганный могильник 1. 0,4 км к Ю от д., высокая терраса лев. берега р.Пахра (прав. приток р. Москва), 0,25 км к З от моста на шоссе Москва — аэропорт Домодедово, в дубовой роще. По внешним признакам могильник может быть отнесен к древнерусским домонгольского времени;

- курганный могильник 2. Сев.-зап. Окраина д., вост. берег оврага Шевряевский, впадающего справа в долину р. Пахра (прав. приток р. Москва), уроч. Пчельник.

- селище, р.ж.в. 3-я четв. 1-го тыс. н. э., 14-17 в.в., 0,4 км к ЮЮВ от д., надпойменная терраса лев. берега р. Пахра (прав. приток р. Москва) при устье Крикушина оврага. Протянулось вдоль берега не менее, чем на 30 м, выс. над рекой 10 м. Керамика лепная гладкостенная, дьяковской к-ры, и гончарная позднесредневековая, в том числе красноглиняная.